# آب‌انبار آرد فروشان
آب‌انبار آرد فروشان اثری تاریخی مربوط به دوره صفوی است و در لار، خیابان شمالی بازار قیصریه، روبروی درب شمالی بازار واقع شده و این اثر در تاریخ ۱۹ مرداد ۱۳۸۴ با شمارهٔ ثبت ۱۲۷۰۰ به‌عنوان یکی از آثار ملی ایران به ثبت رسیده است.